# Liste der Kulturdenkmale in Möser
In der Liste der Kulturdenkmale in Möser sind alle Kulturdenkmale der Einheitsgemeinde Möser (Landkreis Jerichower Land) und ihrer Ortsteile aufgelistet. Grundlage ist das Denkmalverzeichnis des Landes Sachsen-Anhalt, das auf Basis des Denkmalschutzgesetzes vom 21. Oktober 1991 erstellt und seither laufend ergänzt wurde (Stand: 31. Dezember 2021).

## Kulturdenkmale nach Ortsteilen

### Möser
| Lage                      | Bezeichnung  | Beschreibung | Erfassungs- nummer | Ausweisungsart | Bild         |
| ------------------------- | ------------ | ------------ | ------------------ | -------------- | ------------ |
| Chaussee 14 (Karte)       | Chausseehaus |              | 094 71270          | Baudenkmal     | Chausseehaus |
| Thälmannstraße 33 (Karte) | Gutshaus     |              | 094 71311          | Baudenkmal     | Gutshaus     |

### Hohenwarthe
| Lage                          | Bezeichnung    | Beschreibung | Erfassungs- nummer | Ausweisungsart | Bild           |
| ----------------------------- | -------------- | ------------ | ------------------ | -------------- | -------------- |
| Am Weinberg (Karte)           | Mühle          |              | 094 05642          |                | Weitere Bilder |
| Hauptstraße (Karte)           | Kriegerdenkmal |              | 094 05738          |                | Kriegerdenkmal |
| Schulplatz am Elbufer (Karte) | Kirche         |              | 094 05696          |                | Weitere Bilder |

### Körbelitz
| Lage                                       | Bezeichnung           | Beschreibung | Erfassungs- nummer | Ausweisungsart | Bild                  |
| ------------------------------------------ | --------------------- | ------------ | ------------------ | -------------- | --------------------- |
| Breite Straße (Karte)                      | Kirche                |              | 094 05699          | Baudenkmal     | Weitere Bilder        |
| Breite Straße in der Kirchhofmauer (Karte) | Kreuzsteine Körbelitz |              | 094 05588          | Baudenkmal     | Kreuzsteine Körbelitz |
| Breite Straße vor der Kirche (Karte)       | Kriegerdenkmal        |              | 094 71345          | Baudenkmal     | Kriegerdenkmal        |
| Breite Straße 15 (Karte)                   | Gemeindehaus          |              | 094 71304          | Baudenkmal     | Gemeindehaus          |

### Lostau
| Lage                          | Bezeichnung                              | Beschreibung                                                                                        | Erfassungs- nummer | Ausweisungsart | Bild                                     |
| ----------------------------- | ---------------------------------------- | --------------------------------------------------------------------------------------------------- | ------------------ | -------------- | ---------------------------------------- |
| Flur 5, Flurstück 7/1 (Karte) | Bunker                                   | Bunker, 2018 als Baudenkmal ausgewiesen Im Mai 2021 bei begonnenen Abrissarbeiten stark beschädigt. | 107 60015          | Baudenkmal     | Bunker                                   |
| Alte Ziegelei (Karte)         | Wohn- und Atelierhaus                    | | 094 05702          | Baudenkmal     | Wohn- und Atelierhaus                    |
| Altes Dorf (Karte)            | Dorfkirche Lostau                        | Kirche                                                                                              | 094 05701          | Baudenkmal     | Weitere Bilder                           |
| Denkmalplatz (Karte)          | Kriegerdenkmal Lostau (Befreiungskriege) | | 094 71266          | Baudenkmal     | Kriegerdenkmal Lostau (Befreiungskriege) |
| Denkmalplatz (Karte)          | Kriegerdenkmal Lostau                    | | 094 71265          | Baudenkmal     | Kriegerdenkmal Lostau                    |
| Lindenstraße 2 (Karte)        | Krankenhaus Lungenklinik Lostau          | Krankenhaus                                                                                         | 094 76185          | Baudenkmal     | Krankenhaus Lungenklinik Lostau          |

### Pietzpuhl
| Lage                                                                                            | Bezeichnung                        | Beschreibung                                                                                 | Erfassungs- nummer | Ausweisungsart | Bild                               |
| ----------------------------------------------------------------------------------------------- | ---------------------------------- | -------------------------------------------------------------------------------------------- | ------------------ | -------------- | ---------------------------------- |
| Am Schloß (Karte)                                                                               | Schlosspark Pietzpuhl              | Park im Stil eines englischen Landschaftsparks zwischen 1808 und 1828 angelegter Schlosspark | 094 05733          | Baudenkmal     | Weitere Bilder                     |
| Park (Karte)                                                                                    | Mausoleum im Schlosspark Pietzpuhl | Mausoleum im Stil der Neogotik auf quadratischen Grundriss errichtetes Mausoleum             | 094 05556          | Baudenkmal     | Mausoleum im Schlosspark Pietzpuhl |
| Schlossstraße 5 (Karte)                                                                         | Rittergut Pietzpuhl                | Rittergut Wird auch Schloss Pietzpuhl genannt.                                               | 094 05717          | Baudenkmal     | Rittergut Pietzpuhl                |
| Wulffenscher Forst Zwischen Grabow und der Gemarkung Pietzpuhl in der Nähe der Autobahn (Karte) | Grabmal                            | Grabmal                                                                                      | 094 71275          | Baudenkmal     | BW                                 |

### Schermen
| Lage                                                           | Bezeichnung                       | Beschreibung                                                                           | Erfassungs- nummer | Ausweisungsart | Bild                              |
| -------------------------------------------------------------- | --------------------------------- | -------------------------------------------------------------------------------------- | ------------------ | -------------- | --------------------------------- |
| Dorfplatz (Karte)                                              | Bunker                            | Bunker, 2018 als Baudenkmal ausgewiesen. Ehemalige Splitterschutzzelle, Einmannbunker. | 107 60016          | Baudenkmal     | BW                                |
| Breite Straße (Karte)                                          | Dorfkirche Schermen               |                                                                                        | 094 05721          | Baudenkmal     | Weitere Bilder                    |
| Breite Straße auf dem Kirchhof (Karte)                         | Kriegerdenkmal Schermen           |                                                                                        | 094 71271          | Baudenkmal     | Kriegerdenkmal Schermen           |
| Chaussee Straße 15 Ecke alte Bundesstraße 1 (Karte)            | Wohnhaus                          |                                                                                        | 094 71272          | Baudenkmal     | Wohnhaus                          |
| Flur 1, Flurstück: 929/68, Waldstück südlich der BAB 2 (Karte) | Gedenkstätte Opfer des Faschismus | Gedenkstätte, 2018 als Baudenkmal ausgewiesen.                                         | 107 60014          | Baudenkmal     | Gedenkstätte Opfer des Faschismus |
| Waldstück südlich der BAB 2 (Karte)                            | Gedenkstätte                      |                                                                                        | 094 86929          | Baudenkmal     | Gedenkstätte                      |

## Ehemalige Kulturdenkmale nach Ortsteilen
Die nachfolgenden Objekte waren ursprünglich ebenfalls denkmalgeschützt oder wurden in der Literatur als Kulturdenkmale geführt. Die Denkmale bestehen heute jedoch nicht mehr, ihre Unterschutzstellung wurde aufgehoben oder sie werden nicht mehr als Denkmale betrachtet.

### Schermen
| Lage    | Bezeichnung  | Beschreibung                                                                              | Erfassungs- nummer | Ausweisungsart | Bild |
| ------- | ------------ | ----------------------------------------------------------------------------------------- | ------------------ | -------------- | ---- |
| (Karte) | Gedenkstätte | Grab- und Gedenkstätte Opfer des Faschismus, mit ID 107 60014 weiterhin denkmalgeschützt. | 094 86928          |                | BW   |

## Legende
In den Spalten befinden sich folgende Informationen:
- Lage: Nennt den Straßennamen und wenn vorhanden die Hausnummer des Kulturdenkmals. Die Grundsortierung der Liste erfolgt nach dieser Adresse. Der Link „Karte“ führt zu verschiedenen Kartendarstellungen und nennt die geographischen Koordinaten.
Link zu einem Kartenansichtstool, um Koordinaten zu setzen. In der Kartenansicht sind Baudenkmale ohne Koordinaten mit einem roten bzw. orangen Marker dargestellt und können in der Karte gesetzt werden. Baudenkmale ohne Bild sind mit einem blauen bzw. roten Marker gekennzeichnet, Baudenkmale mit Bild mit einem grünen bzw. orangen Marker.
- Offizielle Bezeichnung: Nennt den Namen, die Bezeichnung oder zumindest die Art des Kulturdenkmals und verlinkt, soweit vorhanden, auf den Artikel zum Objekt.
- Beschreibung: Nennt bauliche und geschichtliche Einzelheiten des Kulturdenkmals, vorzugsweise die Denkmaleigenschaften.
- Erfassungsnummer: Für jedes Kulturdenkmal wird in Sachsen-Anhalt eine 20stellige Erfassungsnummer vergeben. Die letzten zwölf Ziffern werden für die Untergliederung nach Teilobjekten genutzt und werden nur angegeben, soweit vergeben. In dieser Spalte kann sich folgendes Icon  befinden, dies führt zu Angaben zu diesem Baudenkmal bei Wikidata.
- Ausweisungsart: Die Einordnung des Denkmales nach § 2 Abs. 2 DenkmSchG LSA
- Bild: Ein Bild des Denkmales, und gegebenenfalls einen Link zu weiteren Fotos des Kulturdenkmals im Medienarchiv Wikimedia Commons. Wenn man auf das Kamerasymbol klickt, können Fotos zu Kulturdenkmalen aus dieser Liste hochgeladen werden: